# Observatorio de Dax
El Observatorio de Dax (nombre original en francés: Observatoire de Dax) es una instalación astronómica situada en la ciudad francesa de Dax. Está concebido para facilitar la labor de los astrónomos aficionados. Su código de identificación del Centro de Planetas Menores es el 958.

## Historia
Fundado en 1976, en 1982 se convirtió dispuso del primer planetario creado por astrónomos aficionados en Francia. Es la sede de la Sociedad Astronómica Francesa en Aquitania. Es miembro de la Association of Electronic Detector Users.

## Instalaciones
El observatorio dispone de una sección de datos meteorológicos y de un planetario.
Entre sus telescopios, se incluyen:
- Un reflector de 318 mm. Este instrumento está controlado remotamente.
- Un reflector de 250 mm.
- Dos reflectores de 200 mm: el T2000 y el LX200.
- Un Dynestron de 8 pulgadas.
- Un refractor Unitron con un diámetro de 128 mm.
- Cuatro reflectores de 115 mm/900.
- Otros dos espejos: uno de 310 mm y otro de 500 mm.

## Logros
- En 1997 protagonizó de la mano de los astrónomos Philippe Dupouy y Michel Meunier el primer descubrimiento en el mundo de un cometa periódico, el C/1997 J2 (Meunier-Dupouy), protagonizado por astrónomos aficionados utilizando captadores de imágenes digitalizados.[2]